# Tratado de paz soviético-lituano de 1920

Mapa mostrando a fronteira leste da Lituânia, reconhecida pelo tratado, em linha de espessura tracejada. AS fronteira oriental reconhecida da Lituânia era praticamente idêntica as terras lituanas dos séculos XIII e XVI, mas contestada pelos bielorrussos.

O Tratado de Paz Soviético-Lituano, também conhecido como o Tratado de Paz de Moscou, foi assinado entre a Lituânia e a Rússia Soviética em 12 de julho de 1920. Em troca da neutralidade e permissão da Lituânia para mover livremente suas tropas no território reconhecido durante sua guerra contra a Polônia, a Rússia Soviética reconheceu a soberania da Lituânia. O tratado foi um marco importante na luta da Lituânia pelo reconhecimento internacional. Também reconheceu as fronteiras orientais da Lituânia. A Lituânia entre guerras manteve oficialmente suas fronteiras que de jure foram as delineadas pelo tratado, apesar do fato de um grande território, a Região de Vilnius, ser de facto controlada pela Polônia.[carece de fontes?]
Documentos de ratificação foram trocados em Moscou, em 14 de outubro de 1920. O tratado foi registrado na League of Nations Treaty Series em 8 de março de 1921. 